# Chalcis ramicornis
Chalcis ramicornis är en stekelart som beskrevs av Johann Ludwig Christian Gravenhorst 1834. Chalcis ramicornis ingår i släktet Chalcis och familjen bredlårsteklar.
Artens utbredningsområde är Tyskland. Inga underarter finns listade i Catalogue of Life.